# Municipio de Lower Macungie
El municipio de Lower Macungie  (en inglés: Lower Macungie Township) es un municipio ubicado en el condado de Lehigh en el estado estadounidense de Pensilvania. En el año 2000 tenía una población de 19.220 habitantes y una densidad poblacional de 328.8 personas por km².

## Geografía
El municipio de Lower Macungie se encuentra ubicado en las coordenadas 40°32′51″N 75°33′58″O / 40.54750, -75.56611.

## Demografía
Según la Oficina del Censo en 2000 los ingresos medios por hogar en la localidad eran de $69,592 y los ingresos medios por familia eran $78,695. Los hombres tenían unos ingresos medios de $60,325 frente a los $33,145 para las mujeres. La renta per cápita para la localidad era de $30,202. Alrededor del 2,3% de la población estaban por debajo del umbral de pobreza.